# Irgoli
Irgoli ist ein Ort in der Provinz Nuoro in der italienischen Region Sardinien mit 2208 Einwohnern (Stand 31. Dezember 2023).
Irgoli liegt 35 km östlich von Nuoro.
Die Nachbargemeinden sind: Galtellì, Loculi, Lula, Onifai und Siniscola.
Die archäologischen Stätten Conca ’e Mòrtu (Domus de Janas), Su Notante mit dem Brunnenheiligtum und das Gigantengrab Su Picante liegt an den Hängen des Monte e’ Senes bzw. im Tal des Rio Caddare.